# Natale Colla
Natale Colla (Pavia, 15 giugno 1931 – Belgioioso, 13 ottobre 2014) è stato un calciatore italiano, di ruolo attaccante.

## Biografia
Era fratello gemello di Angelo Colla, a sua volte calciatore professionista, e per questo era noto anche come Colla II. Per la corporatura esile era soprannominato Culìn dagli sportivi pavesi.
Anche il figlio Stefano è stato calciatore, militando nel Pavia negli anni Settanta.

## Carriera
Debutta nel Pavia, squadra della sua città natale, disputando due partite nel campionato di Serie C 1948-1949. Con la maglia pavese gioca tre campionati di terza serie, collezionando in tutto 13 presenze e nella stagione 1951-1952 si trasferisce al Toma Maglie, nel girone meridionale della Serie C: la formazione pugliese conclude il campionato al primo posto, perdendo la Serie B agli spareggi, e Colla è uno dei titolari della squadra. Passa quindi alla Fiorentina, con la quale esordisce in Serie A il 23 novembre 1952 disputando, alla decima giornata del girone di andata, l'incontro Inter-Fiorentina 3-0. Nel campionato 1952-1953 totalizza complessivamente 4 presenze, andando a segno in occasione della sconfitta esterna col Torino del 24 maggio 1953.
Rimane in forza ai viola anche nella stagione successiva, tra le riserve, per poi scendere nuovamente in Serie C passando al Prato. Colla milita nella compagine toscana per 8 stagioni diventandone una bandiera: mette a segno oltre 50 reti complessive in campionato e contribuisce alle due promozioni dei lanieri in Serie B (1956-1957 e 1959-1960).
Nel settembre 1962, dopo una stagione senza mai scendere in campo a causa di contrasti con la dirigenza, passa al Piacenza, militante in Serie D; dopo sole 8 partite rescinde il contratto con la squadra emiliana, chiudendo la carriera agonistica.
In carriera ha totalizzato complessivamente 4 presenze ed una rete in Serie A e 77 presenze e 17 reti in Serie B.

## Palmarès

### Club

#### Competizioni nazionali
- Serie C: 2

Prato: 1956-1957, 1959-1960